# Winterheart's Guild
Winterheart's Guild je třetí studiové album finské powermetalové hudební skupiny Sonata Arctica. Bylo vydáno 17. března 2003 prostřednictvím vydavatelství Spinefarm Records. Inspiraci ke skladbě „The Ruins of My Life“ dostal dle vlastních slov zpěvák a skladatel Tony Kakko při sledování filmu Statečné srdce.

## Seznam skladeb
| Pořadí         | Název                                      | Délka |
| -------------- | ------------------------------------------ | ----- |
| 1.             | Abandoned, Pleased, Brainwashed, Exploited | 5:36  |
| 2.             | Gravenimage                                | 7:00  |
| 3.             | The Cage                                   | 4:36  |
| 4.             | Silver Tongue                              | 3:58  |
| 5.             | The Misery                                 | 5:08  |
| 6.             | Victoria's Secret                          | 4:43  |
| 7.             | Champagne Bath                             | 3:57  |
| 8.             | Broken                                     | 5:18  |
| 9.             | The Ruins of My Life                       | 5:14  |
| 10.            | Draw Me                                    | 9:27  |
| Celková délka: | Celková délka:                             | 54:57 |

## Obsazení
- Tony Kakko – zpěv, klávesy
- Jani Liimatainen – kytara
- Marko Paasikoski – baskytara
- Tommy Portimo – bicí

Hosté
- Jens Johansson – klávesy

Technická podpora
- Ahti Kortelainen – nahrávání
- Mikko Karmila	– mixing
- Mika Jussila – mastering
- Janne Pitkänen – výtvarná část
- Toni Härkönen – fotograf